# Chiesa di Sant'Andrea Apostolo (Sarcedo)
La chiesa di Sant'Andrea Apostolo è la parrocchiale di Sarcedo, in provincia e diocesi di Vicenza; fa parte del vicariato di Marostica.

## Storia
Nel IX secolo i monaci benedettini fondarono a Sarcedo due cappelle dedicate rispettivamente a San Giorgio e a San Nicolò.
Nel Duecento risultavano esistenti due chiese parrocchiali, intitolate a San Pietro e a Sant'Andrea; sul finire del XV secolo quest'ultima estese la sua giurisdizione anche sull'altra, contestualmente declassata a sussidiaria.
All'inizio del Settecento questo edificio non era più sufficiente a soddisfare le esigenze dei fedeli e, così, si decise di costruirne uno nuovo. La prima pietra dell'erigenda chiesa fu posta l'8 novembre 1731; la parrocchiale venne portata a compimento nel 1735 e consacrata il 3 ottobre 1744.
Nel 1994 si provvide ad adeguarla alle norme postconciliari mediante l'aggiunta dell'ambone e dell'altare rivolto verso l'assemblea.

## Descrizione

### Esterno

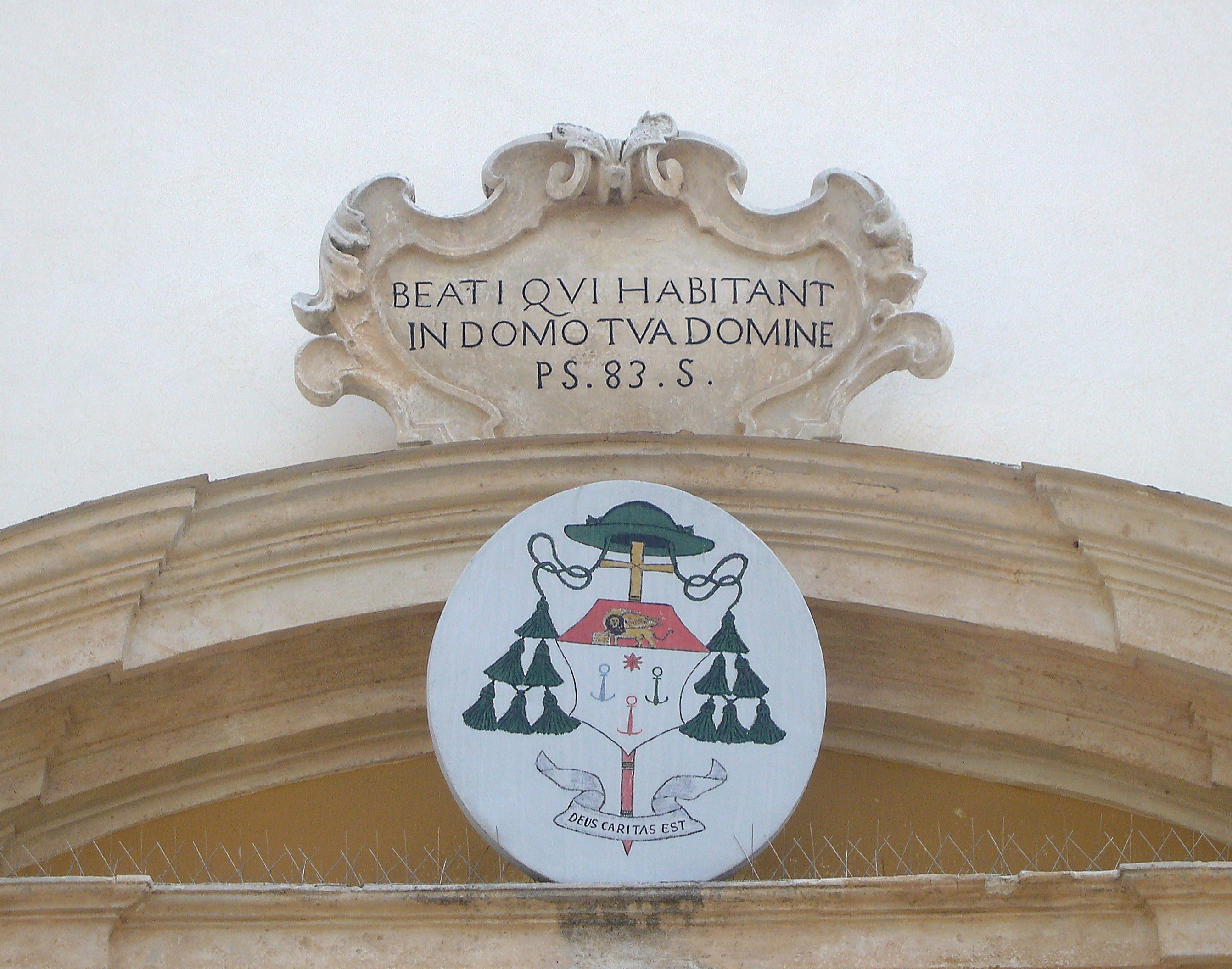
Lo stemma posto sopra il portale d'ingresso

La facciata a capanna della chiesa, rivolta a ponente, è suddivisa da una cornice marcapiano in due registri, entrambi scanditi da lesene; quello inferiore, d'ordine ionico, presenta centralmente il portale maggiore, sormontato da un timpano semicircolare, e ai lati due statue ritraneti i Santi Giuseppe e Giovanni Battista, mentre quello superiore, in stile tuscanico, è caratterizzato da una finestra e coronato dal frontone, sopra il quale sono collocati tre simulacri raffiguranti i Santi Andrea, Pietro e Paolo.
Vicino alla parrocchiale si erge su un alto basamento a scarpa il campanile a pianta quadrata; la cella presenta su ogni lato una monofora a tutto sesto ed è coronata dalla cupola a cipolla. Ospita 6 campane di notevole interesse in Do3 (Do3, Re3, Mi3, Fa3, Sol3, La3) elettrificate alla veronese, tutte fuse da De Poli di Vittorio Veneto (TV) nel 1960. La campana maggiore pesa 1875 kg. In cella campanaria è presente anche un richiamo in sol4 calante fuso dalla ditta Colbachini di Bassano del Grappa (VI) nel 1895 ed elettrificato a slancio.

### Interno

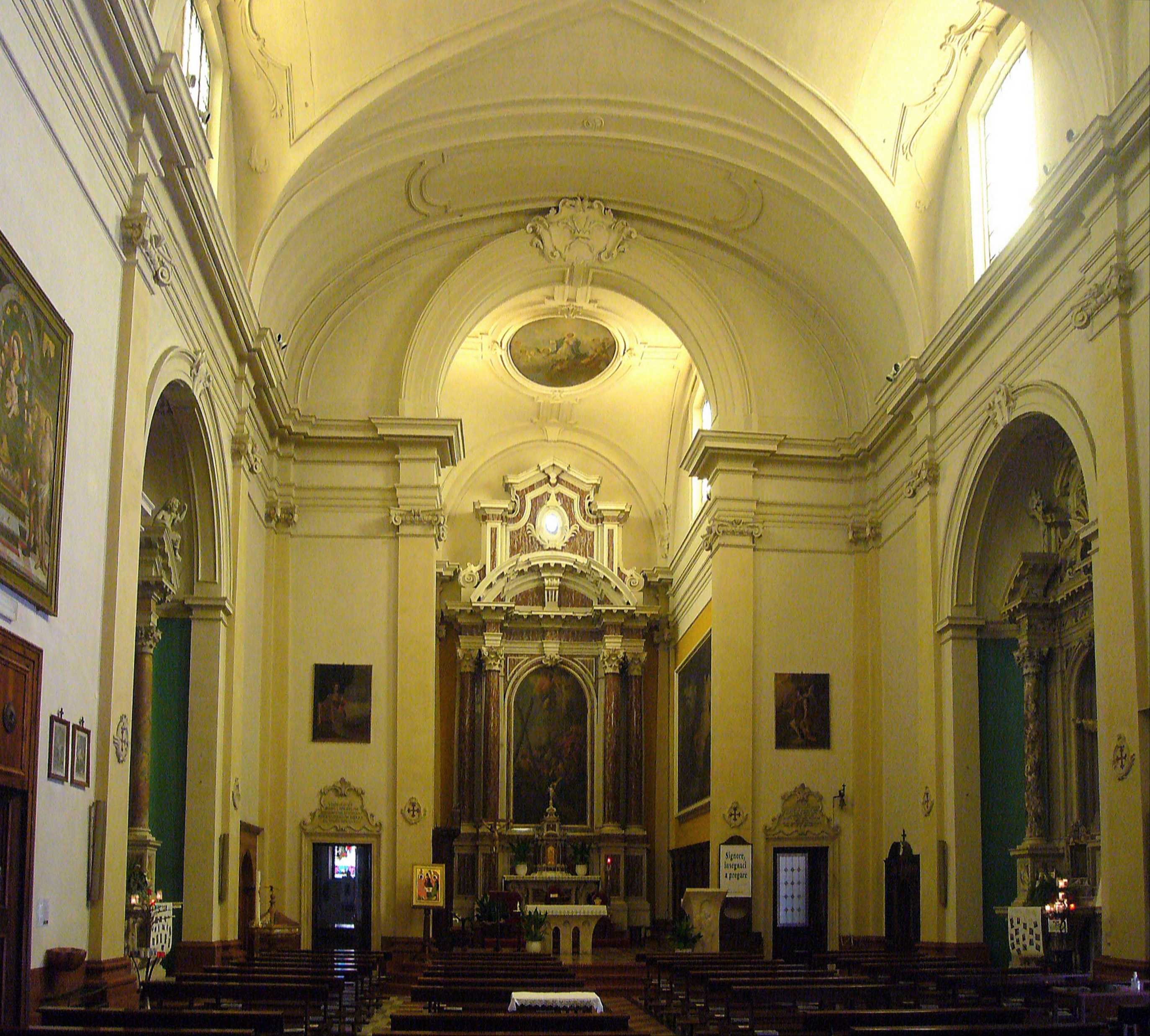
L'interno

L'interno dell'edificio si compone di un'unica navata, sulla quale si affacciano le cappelle laterali introdotte da archi a tutto sesto e le cui pareti sono scandite da lesene sorreggenti il cornicione modanato e aggettante sopra il quale si imposta la volta a botte; al termine dell'aula si sviluppa il presbiterio, rialzato di alcuni gradini e concluso dall'abside quadrata. 
Qui sono conservate diverse opere di pregio, tra le quali le due tele che rappresentano l'Ultima Cena e Gesù nell'orto, realizzate nel 1897 da Giacomo Manzoni, la pala avente come soggetto la Vergine con Santi, eseguita da Alessandro Maganza, le tre tele ritraenti la Crocifissione di Sant'Andrea, il Transito di San Giuseppe e la Madonna con Santi, dipinte rispettivamente da Giovanni Battista Mariotti, da Antonio De Pieri e da Francesco Verla.